# エネダ・タリファ
エネダ・タリファ（アルバニア語: Eneda Tarifa、1982年3月30日 - ）は、アルバニア・ティラナ出身の歌手である。2010年のトップ・フェスト 、および2015年のフェスティヴァリ・イ・ケンゲスで優勝した。

## 来歴
2003年にアルバニアの音楽祭フェスティヴァリ・イ・ケンゲスに出場し、楽曲「Qëndroj」で初の決勝進出を果たす。2006年にはケンガ・マジケに出場、「Rreth zjarrit tënd」で決勝4位の成績を残す。2007年のフェスティヴァリ・イ・ケンゲスでは「E para letër」で決勝に進出するが、17位中10位に終わった。2008年のケンガ・マジケにも「Zeri im」で出場している。
2009年12月のフェスティヴァリ・イ・ケンゲスではアニェザ・シャヒニと共演し「Në pasqyrë」を歌った。2010年にはトップ・フェストに出場、「Më veten」を歌い優勝を果たす。その後トップ・チャンネルの番組「Portokalli」の司会を務める。
2015年12月には再びフェスティヴァリ・イ・ケンゲスに出場、「Përallë」を歌い、優勝者となる。これにより、エネダ・タリファは2016年5月にスウェーデン・ストックホルムで開催されるユーロビジョン・ソング・コンテスト2016のユーロビジョン・ソング・コンテスト・アルバニア代表となることが決まった

## 私生活
2013年、ミュージシャンのエルヨン・ザロシュニャ（Erjon Zaloshnja）との間に娘のアリア（Aria）が生まれた。